# Jungosmanen
Die Jung- oder auch Neu-Osmanen (türkisch Genç Osmanlılar bzw. Yeni Osmanlılar) waren eine im Jahr 1865 gegründete Geheimorganisation im Osmanischen Reich.
Geprägt von Nationalismus wie auch Liberalismus propagierten ihre Mitglieder, darunter auch hohe Staatsbeamte, eine konstitutionelle Staatsform. Im Jahr 1867 flohen einige führende Angehörige, wie etwa Namık Kemal, Ziya Pascha und Ali Suavi, ins westeuropäische Exil, um den drohenden Sanktionen seitens der Regierung zu entgehen. Um ihre Auffassung weiter zu verbreiten, veröffentlichten sie in London und Paris die Zeitschriften Muhbir und Hürriyet. Aufgrund von zunehmenden Meinungsverschiedenheiten löste sich die Organisation letztlich auf. Nach dem Tod Mehmed Emin Ali Paschas und ihrer Amnestierung kehrten die meisten Exilanten im Jahr 1871 zurück und übernahmen staatliche Ämter.
An die Linie der Jungosmanen knüpften eine Generation später die Jungtürken an. Wie auch den Jungosmanen ging es den Jungtürken darum, das osmanische Imperium vor dem Untergang zu retten. Beide Bewegungen sahen die Lösung dafür darin, den Konstitutionalismus einzuführen und alle Minderheiten vor dem Gesetz gleichzustellen.